# Patuxent-Eisstrom
Der Patuxent-Eisstrom ist ein großer Eisstrom im westantarktischen Queen Elizabeth Land. In den Pensacola Mountains fließt er zwischen der Patuxent Range im Nordosten und dem Pecora Escarpment im Südwesten in nordwestlicher Richtung zum oberen Abschnitt des Foundation-Eisstroms. 
Das Gebiet wurde vom United States Geological Survey und mithilfe von Luftaufnahmen der United States Navy von 1955 bis 1966 kartografisch erfasst. Das Advisory Committee on Antarctic Names benannte ihn 1968 in Verbindung mit der nahegelegenen Patuxent Range nach der Naval Air Station Patuxent River.